# 아타나스 콤셰프
아타나스 슬라체프 콤셰프(불가리아어: Атанас Славчев Комшев, 1959년 10월 23일~1994년 11월 12일)는 불가리아의 전 레슬링 선수이다. 1988년 하계 올림픽 남자 그레코로만형 라이트헤비급에서 금메달을 획득했으며 세계 선수권 대회에서 은메달 3개, 동메달 1개, 유럽 선수권 대회에서 금메달 2개, 은메달 2개, 동메달 1개를 획득했다.
콤셰프는 1994년 11월 2일에 자동차 사고를 당했으며 10일 후 사망했다.